# لوري مكارثر
لوري مكارثر هو سياسي أسترالي، ولد في 20 أغسطس 1930، وتوفي في 3 مارس 1996. نشط حزبياً في حزب العمال الأسترالي. وقد انتخب عضو المجلس التشريعي الفيكتوري ‏.